# Sayultec
Sayultec (Zaultecos), pleme Nahuatlan Indijanaca porodice Juto-Asteci, koje je obitavalo na dva odvojena područja u Meksiku, jedno je bilo na pacifičkoj obali u državi Jalisco, i drugo u unutrašnjosti, južno i jugozapadno od najvećeg slatkovodnog meksičkog jezera Lago de Chapala. Sayulteci se ne smiju pobrkati s grupom Sayula, ogrankom Popoluca iz Vera Cruza. Ime Sayultec dolazi od nahuatl naziva zaulan "Lugar de moscas" ili 'zemlja muha' 
Prostor Sayulla, kako je ranije nazivana, ili Zaulan u prošlosti je bio izložen Nahua utjecaju, a zahvaljujući mnigracijama Nahua-govornika, trgovini i ekspedicijama niz domorodačkih grupa, prvotni stanovnici bili su Otomí, pretopilo se u Nahue koji su postali poznati kao Zaultecos ili Sayultecos, i čiji je jezik postao poznat kao sayulteca ili zaulteca. 